# Foradada del Toscar

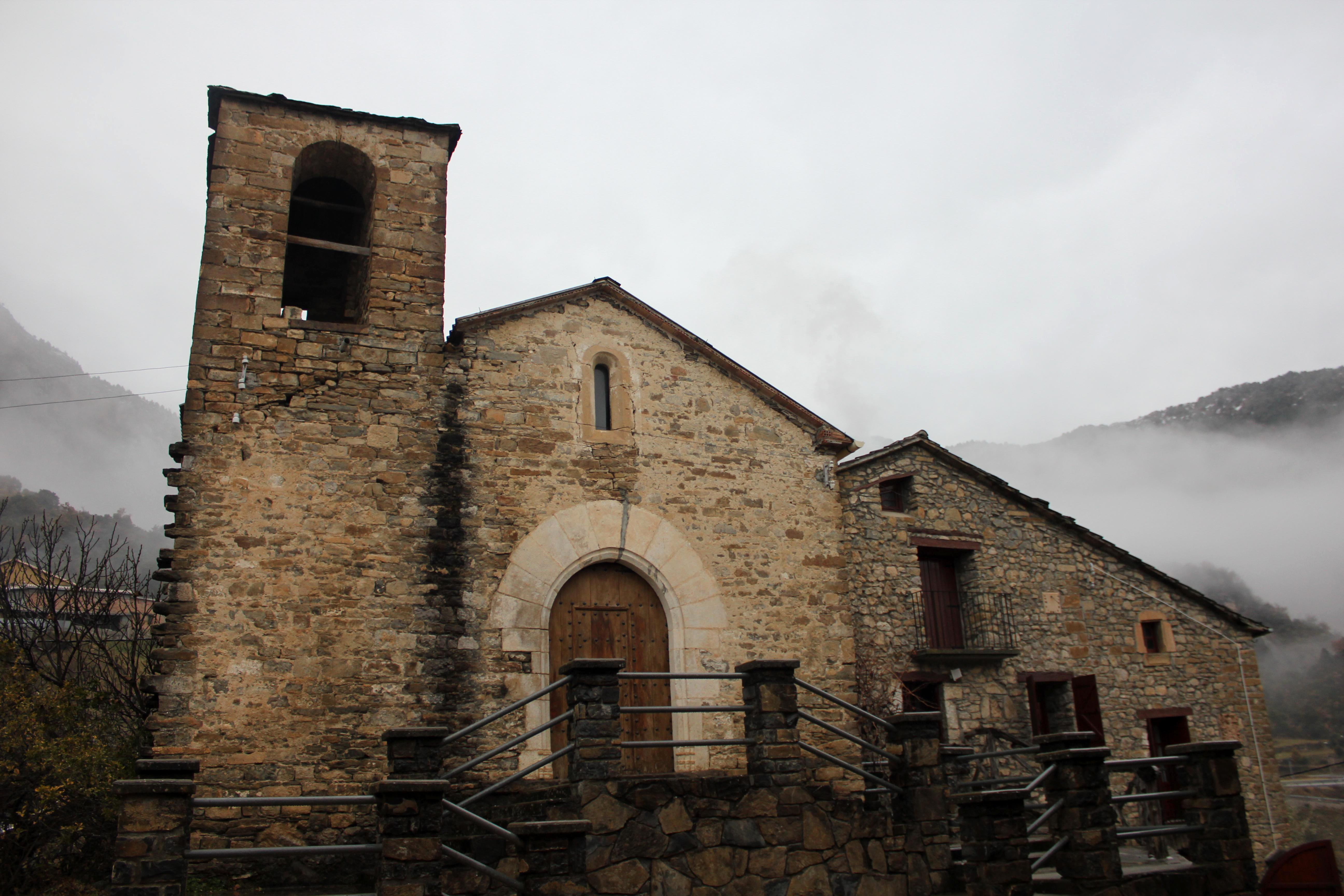
Kirche San Andrés

 Foradada de Toscar ist eine spanische Gemeinde in der Provinz Huesca der Autonomen Gemeinschaft Aragonien. Sie liegt in der Comarca Ribagorza an der Straße N-260 von Campo nach Aínsa-Sobrarbe.

## Gemeindegebiet
Die Gemeinde umfasst die Ortschaften:
- Bacamorta
- Espluga
- Foradada del Toscar
- Lacort
- Las Colladas
- Lascorz
- Morillo de Liena
- Navarri
- Senz
- Víu

## Sprachliche Zuordnung
In Campo wird Aragonesisch in der Variante des westlich gelegenen Valle de Fueva (aragonesisch: fován oder fovano) gesprochen.

## Bevölkerungsentwicklung
| 1991 | 1996 | 2001 | 2004 |
| ---- | ---- | ---- | ---- |
| 272  | 260  | 259  | 213  |